# Andrea Raggi
Andrea Raggi (La Spezia, 24 juni 1984) is een Italiaans voetballer die kan als rechtsback en als centrale verdediger kan spelen. Hij verruilde in 2012 Bologna FC voor AS Monaco, waar hij in september 2016 zijn contract verlengde tot medio 2019.

## Clubcarrière
Raggi komt uit de jeugdopleiding van Empoli, dat hem uitleende aan Carrarese Calcio om wedstrijdervaring op te doen. In 2008 werd hij voor 7 miljoen euro verkocht aan US Palermo, waar hij maar weinig aan spelen toekwam. Hij werd door Palermo wegens gebrek aan speelminuten tijdelijk gestald bij UC Sampdoria, Bologna FC en AS Bari. In augustus 2011 werd hij voor €200.000 verkocht aan Bologna FC. Eén jaar later trok hij naar AS Monaco, waar hij een driejarig contract ondertekende. In 2013 promoveerde hij met de club naar de Ligue 1. Monaco eindigde tijdens het seizoen 2013/14 als tweede in de Ligue 1, waardoor het zich kwalificeerde voor de UEFA Champions League 2014/15.
1 Majecki ·
2 Vanderson ·
4 Teze ·
5 Kehrer ·
6 Zakaria  ·
7 Ben Seghir ·
8 Matazo ·
9 Balogun ·
10 Golovin ·
11 Akliouche ·
12 Henrique ·
13 Mawissa ·
15 Camara ·
16 Köhn ·
17 Singo ·
18 Minamino ·
20 Ouattara ·
21 Ilenikhena ·
22 Salisu ·
27 Diatta ·
36 Embolo ·
37 Diop ·
50 Lienard ·
88 Magassa ·
Coach: Hütter
· Assistent-coach: Perrinelle